# Castello di Lembeck

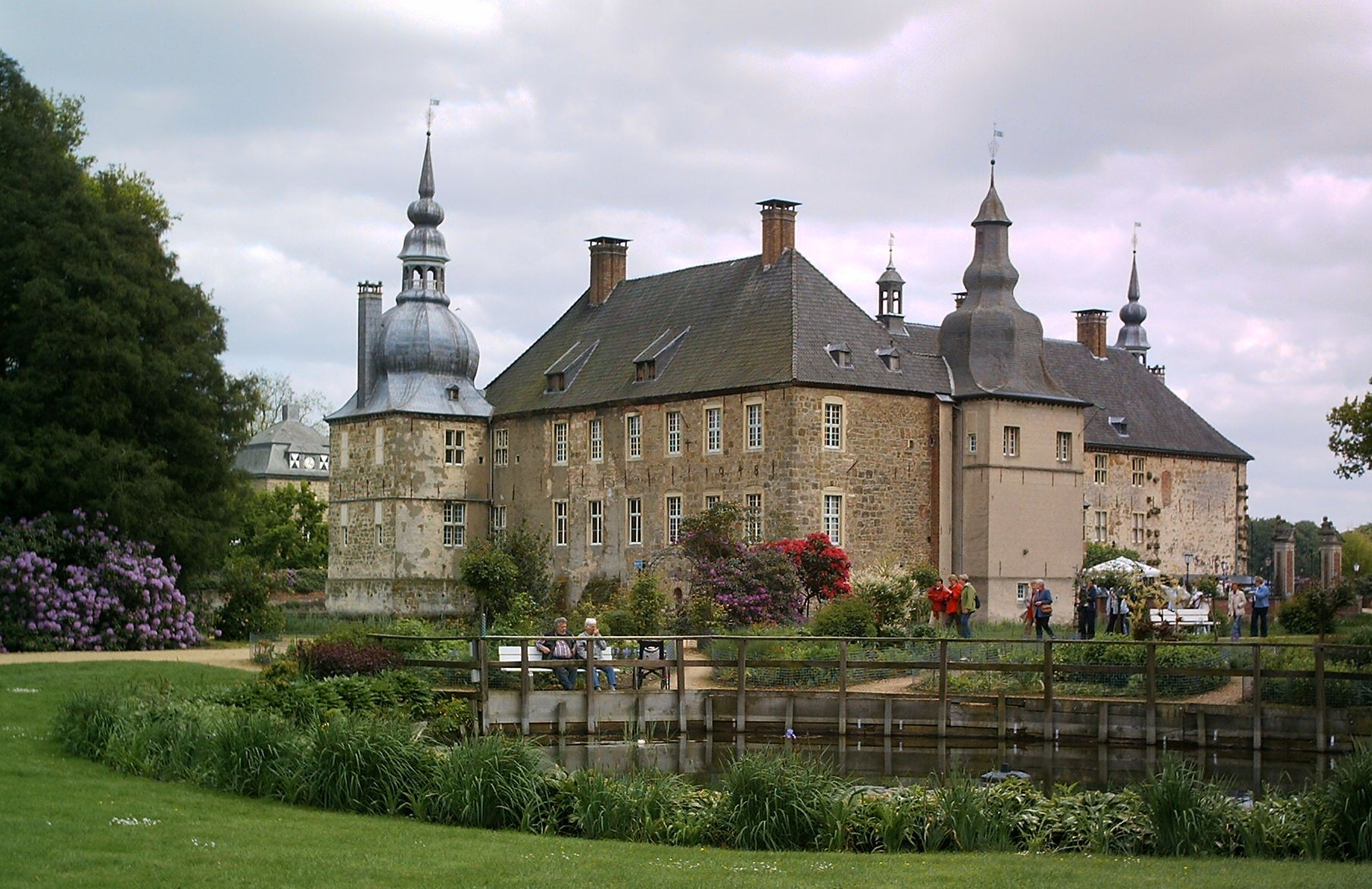
Facciata principale del castello e giardino circostante

Il castello di Lembeck (in tedesco: Wasserschloss Lembeck o semplicemente Schloss Lembeck) è un castello sull'acqua (Wasserschloss) della frazione tedesca di Lembeck (comune di Dorsten), nella regione del Münsterland (Renania Settentrionale-Vestfalia, Germania nord-occidentale), realizzato in stile barocco tra il 1670 (o 1674) e il 1692 per volere di Dietrich Conrad Adolf von Westerhold-Hackfurt in sostituzione di una preesistente fortezza del XII-XIV secolo. Si tratta di uno dei più grandi tra i castelli sull'acqua del Münsterland.
È stato di proprietà dei signori di Westerholt-Hackfurt (discendenti della famiglia Lembeck) e della famiglia Merveldt. Attuali proprietari sono Ferdinand von Merveldt e sua moglie Catherine.

## Ubicazione
Il castello si erge all'interno di un parco naturale chiamato "Hohe Mark".

## Etimologia
Il nome del castello deriva probabilmente dal basso tedesco e farebbe riferimento alla sua posizione in un'area paludosa.

## Caratteristiche
Il castello misura 190 metri in lunghezza e 160 metri in larghezza ed è introdotto da un viale della lunghezza di 200 metri. L'edificio è circondato da una parco della superficie di circa 150 m².
Gli interni del castello sono abbelliti da putti realizzati nel 1728 da Johann Conrad Schlaun.
L'edificio è aperto al pubblico ed ospita al suo interno un ristorante, un museo, lo Heimatmuseum e una collezione di dipinti di Hanns Hubertus von Merveldt (1901-1969).
|  |  |

## Storia
Alle origini dell'edificio attuale vi è il cosiddetto Oberhof in der Lehmbecke, citato già nel XII secolo: di proprietà del vescovo di Utrecht, era abitato dai signori di Lembeck.
In seguito, nel XIV secolo fu eretto in una collinetta che si ergeva nelle paludi del luogo un motte e bailey.
Nel 1670 (o 1674), la fortezza preesistente fu fatta trasformare da Dietrich Conrad Adolf von Westerhold-Hackfurt in un imponente castello barocco sull'acqua. I lavori di costruzione furono affidati probabilmente ad un architetto di cui non si conosce il nome..
La costruzione terminò nel 1792.
Nel 1702, con la morte di Dietrich Conrad Adolf von Westerhold-Hackfurt, essendo quest'ultimo privo di eredi maschi, il castello passò nelle mani dapprima della figlia e da questa, per matrimonio, nel 1708 in quelle di Ferdinand Dietrich von Merveldt.
All'inizio del XIX secolo il giardino che circondava il castello fu trasformato in un giardino all'inglese.
|  |

Nel corso della seconda guerra mondiale, l'edificio fu seriamente danneggiato.
Dopo i lavori di restauro, il castello fu aperto per la prima volta al pubblico nel 1954. Altri lavori di restauro furono approntati anche negli anni sessanta e settanta, al termine dei quali fu anche aperto un ristorante all'interno del castello.
Tra il 1967 e il 2003, fu ampliata la superficie del parco, che divenne il doppio di quella precedente.

## Punti d'interesse

### Esterni

#### Parco
Nel parco che circonda il castello fioriscono rododendri, rose, narcisi, ecc.

### Interni

#### Heimatmuseum
Lo Heimatmuseum, ospitato nel tetto dell'edificio principale del castello, presenta una collezione di arti e mestieri dei tempi andati predisposta dallo Heimatverein Lembeck.